# Степанець Кирило Михайлович
Кирило Михайлович Степанець (нар. 27 грудня 1988, Київ) — київський та український краєзнавець та києвознавець, письменник і публіцист, дослідник Чорнобильської зони відчуження, автор кількох книг і багатьох передач про історію Сучасного Києва.

## Життєпис
Кирило Степанець народився у місті Києві. Навчався у середній загальноосвітній школі № 63 м. Києва.
У 2007 році закінчив Київське вище професійне поліграфічне училище.
У 2013 році  — Національну академію керівних кадрів культури і мистецтв.
У 2015 році брав участь у створенні Музею ВДНГ. Тривалий час займався вивченням підземель Києва, зокрема колекторів та підземних річок.
Автор численних публікацій з історії Києва та Чорнобильської зони відчуження. Організатор екскурсій Києвом. 
Учасник численних радіо та телепрограм, присвячених Києву та Київщині.

## Захоплення
Колекціонує літературу та артефакти, пов'язані з історією Києва та Київщини.

## Друковані праці
- «Энциклопедия киевских рек» (перше видання — 2014; друге видання, розширене та доповнене — 2015);
- «Записки Чернобыльского Нелегала» (2015);
- «Нивки» (2015);
- «Колишня Виставка» (співавтор Ігор Однопозов, 2015);
- фотоальбом «Втрачені споруди Києва» (перше видання - 2015, друге видання, розширене і доповнене (співавтор Олександр Михайлик) — 2016);
- «Малые реки Киева и их исследователи» (ВАРТО, 2015);
- «Очерки Радиоактивного Полесья» (2016);
- фотоальбом «Перебудова і Руїна» (співавтор Ігор Однопозов, 2016);
- «Киевское Левобережье: От Соцгорода до Березняков» (співавтори В. Приходько та О. Насирова, ВАРТО, 2016);
- «Исследователи Киевского Урбана» (2016);
- «Невідоме Лівобережжя з кінця ХІХ до середини ХХ ст.» (співавтори Олександр Михайлик та Семен Широчин, перше видання — 2017, друге видання — змінена та доповнене — 2018);
- «Чернобыль-Киев» (ВАРТО, 2017);
- «Чернобыльская зона глазами сталкера» (співавтори Д. Вишневський, С. Паскевич, SKYHORSE, 2017);
- «Киев, скрытый от нас» (SKYHORSE, 2017);
- «Святині Землі Чорнобильської» (співавтор Олександр Михайлик), 2018);
- «Наш Солом'янський район» (співавтор  Олександр Михайлик, ВАРТО, 2018);
- «Невідоме Лівобережжя 1960-1980-ті» (співавтори Семен Широчин та Олександр Михайлик, 2018);
- «Виктор Цой в Киеве» (2021);
- «Найбільша в Києві» (2021);
- «Забутий курорт Святошин» (2022).
- «Енциклопедія Київських річок» (Третє видання — 2024);